# Mercedes Paz
Mercedes María Paz (Tucumán, 27 juni 1966) is een voormalig professioneel tennisspeelster uit Argentinië. Zij was actief in het proftennis van 1984 tot en met 1998.

## Loopbaan
In het enkelspel won zij drie WTA-titels: het WTA-toernooi van São Paulo (1985), het WTA-toernooi van Guarujá (1988) en het WTA-toernooi van Straatsburg (1990). Haar beste resultaat op de grandslamtoernooien was het bereiken van de vierde ronde op Roland Garros in 1986 en in 1990. In april 1991 bereikte zij haar hoogste positie op de WTA-ranglijst: de 28e plaats.
Mercedes Paz won in 1984 het US Open dubbelspeltoernooi bij de junioren, samen met Gabriela Sabatini. Bij de volwassenen won zij 22 WTA-dubbelspeltitels, waaronder tweemaal het WTA-toernooi van Brussel (1988 en 1989), en het Tier II-toernooi in Amelia Island (1990). In september 1990 bereikte zij haar hoogste positie op de WTA-ranglijst: de twaalfde plaats. Haar beste prestatie op de grandslamtoernooien was het bereiken van de halve finale in 1991, zowel op Roland Garros als op het US Open.
In het gemengd dubbelspel bereikte zij de finale van het US Open in 1997, samen met landgenoot Pablo Albano.
In de periode 1985–1998 maakte Paz deel uit van het Argentijnse Fed Cup-team – zij behaalde daar een winst/verlies-balans van 21–12.

## Posities op deWTA-ranglijst
Positie per einde seizoen:
| jaar | rang enkelspel | rang dubbelspel |
| ---- | -------------- | --------------- |
| 1984 | 290            | 103             |
| 1985 | 115            | 61              |
| 1986 | 60             | 56              |
| 1987 | 88             | 31              |
| 1988 | 44             | 38              |
| 1989 | 91             | 39              |
| 1990 | 36             | 14              |
| 1991 | 69             | 15              |
| 1992 | 108            | 33              |
| 1993 | 228            | 47              |
| 1994 | 139            | 55              |
| 1995 | 163            | 82              |
| 1996 | 124            | 57              |
| 1997 | 252            | 46              |
| 1998 | 510            | 112             |

## Palmares
| Legenda                |
| ---------------------- |
| Grandslamtoernooi      |
| Olympische Spelen      |
| Year-End Championships |
| Tier I                 |
| Tier II                |
| Tier III               |
| Tier IV & V            |

### WTA-finaleplaatsen enkelspel
| nr.              | finale     | toernooi        | ondergrond    | tegenstandster     | score         |
| ---------------- | ---------- | --------------- | ------------- | ------------------ | ------------- |
| gewonnen finales |            |                 |               |                    |               |
| 1.               | 1985-03-24 | WTA São Paulo   | gravel        | Laura Gildemeister | 5-7, 6-1, 6-4 |
| 2.               | 1988-11-13 | WTA Guarujá     | hardcourt     | Rene Simpson       | 7-5, 6-2      |
| 3.               | 1990-05-27 | WTA Straatsburg | gravel        | Ann Grossman       | 6-2, 6-3      |
| verloren finales |            |                 |               |                    |               |
| 1.               | 1986-10-26 | WTA Singapore   | hardcourt (i) | Gigi Fernández     | 4-6, 6-2, 4-6 |
| 2.               | 1988-10-16 | WTA San Juan    | hardcourt     | Anne Minter        | 6-2, 4-6, 3-6 |
| 3.               | 1989-07-23 | WTA Brussel     | gravel        | Radomira Zrubáková | 6-7, 4-6      |

### WTA-finaleplaatsen vrouwendubbelspel
| nr.              | finale     | toernooi              | ondergrond    | partner                   | tegenstandsters                         | score         |
| ---------------- | ---------- | --------------------- | ------------- | ------------------------- | --------------------------------------- | ------------- |
| gewonnen finales |            |                       |               |                           |                                         |               |
| 1.               | 1984-10-07 | WTA Tokio             | hardcourt     | Ronni Reis                | Emilse Raponi-Longo Adriana Villagrán   | 6-4, 7-5      |
| 2.               | 1985-03-24 | WTA São Paulo         | gravel        | Gabriela Sabatini         | Niége Dias Csilla Bartos                | 7-5, 6-4      |
| 3.               | 1985-08-25 | WTA Monticello        | hardcourt     | Gabriela Sabatini         | Andrea Holíková Kateřina Skronská       | 5-7, 6-4, 6-3 |
| 4.               | 1986-11-16 | WTA San Juan          | hardcourt     | Lori McNeil               | Gigi Fernández Robin White              | 6-2, 3-6, 6-4 |
| 5.               | 1986-12-07 | WTA Buenos Aires      | gravel        | Lori McNeil               | Manon Bollegraf Nicole Jagerman         | 6-1, 2-6, 6-1 |
| 6.               | 1987-04-12 | WTA Hilton Head       | gravel        | Eva Pfaff                 | Zina Garrison Lori McNeil               | 7-6, 7-5      |
| 7.               | 1987-12-06 | WTA Buenos Aires      | gravel        | Gabriela Sabatini         | Jill Hetherington Christiane Jolissaint | 6-2, 6-2      |
| 8.               | 1988-07-10 | WTA Båstad            | gravel        | Sandra Cecchini           | Linda Ferrando Silvia La Fratta         | 6-0, 6-2      |
| 9.               | 1988-07-17 | WTA Brussel           | gravel        | Tine Scheuer-Larsen       | Katerina Maleeva Raffaella Reggi        | 7-6, 6-1      |
| 10.              | 1988-11-13 | WTA Guarujá           | hardcourt     | Bettina Fulco             | Carin Bakkum Simone Schilder            | 6-3, 6-4      |
| 11.              | 1989-05-07 | WTA Tarente           | gravel        | Sabrina Goleš             | Sophie Amiach Emmanuelle Derly          | 6-2, 6-2      |
| 12.              | 1989-05-28 | WTA Straatsburg       | gravel        | Judith Wiesner            | Lise Gregory Gretchen Magers            | 6-3, 6-3      |
| 13.              | 1989-07-23 | WTA Brussel           | gravel        | Manon Bollegraf           | Carin Bakkum Simone Schilder            | 6-1, 6-2      |
| 14.              | 1989-07-30 | WTA Båstad            | gravel        | Tine Scheuer-Larsen       | Sabrina Goleš Katerina Maleeva          | 6-2, 7-5      |
| 15.              | 1989-12-17 | WTA Guarujá           | hardcourt     | Patricia Tarabini         | Cláudia Chabalgoity Luciana Corsato     | 6-2, 6-2      |
| 16.              | 1990-04-15 | WTA Amelia Island     | gravel        | Arantxa Sánchez           | Regina Kordová Andrea Temesvári         | 7-6, 6-4      |
| 17.              | 1990-04-22 | WTA Tampa             | gravel        | Arantxa Sánchez           | Sandra Cecchini Laura Gildemeister      | 6-2, 6-0      |
| 18.              | 1990-04-29 | WTA Barcelona         | gravel        | Arantxa Sánchez           | Sabrina Goleš Patricia Tarabini         | 6-7, 6-2, 6-1 |
| 19.              | 1990-07-15 | WTA Båstad            | gravel        | Tine Scheuer-Larsen       | Carin Bakkum Nicole Jagerman            | 6-3, 6-7, 6-2 |
| 20.              | 1991-12-08 | WTA São Paulo         | gravel        | Inés Gorrochategui        | Renata Baranski Laura Glitz             | 6-2, 6-2      |
| 21.              | 1994-02-06 | WTA Auckland          | hardcourt     | Patricia Hy               | Jenny Byrne Julie Richardson            | 6-4, 7-6      |
| 22.              | 1995-04-30 | WTA Zagreb            | gravel        | Rene Simpson              | Laura Golarsa Irina Spîrlea             | 7-5, 6-2      |
| verloren finales |            |                       |               |                           |                                         |               |
| 1.               | 1987-04-05 | WTA Charleston        | gravel        | Candy Reynolds            | Laura Gildemeister Tine Scheuer-Larsen  | 4-6, 4-6      |
| 2.               | 1987-12-13 | WTA Guarujá           | hardcourt     | Jill Hetherington         | Katrina Adams Cheryl Jones              | 4-6, 6-4, 4-6 |
| 3.               | 1989-05-14 | WTA Rome              | gravel        | Manon Bollegraf           | Elizabeth Smylie Janine Tremelling      | 4-6, 3-6      |
| 4.               | 1989-07-16 | WTA Arcachon          | gravel        | Brenda Schultz            | Sandra Cecchini Patricia Tarabini       | 3-6, 6-7      |
| 5.               | 1990-04-08 | WTA Hilton Head       | gravel        | Natallja Zverava          | Martina Navrátilová Arantxa Sánchez     | 2-6, 1-6      |
| 6.               | 1990-08-19 | WTA Los Angeles       | hardcourt     | Gabriela Sabatini         | Gigi Fernández Jana Novotná             | 3-6, 6-4, 4-6 |
| 7.               | 1990-10-21 | WTA Filderstadt       | hardcourt (i) | Arantxa Sánchez           | Mary Joe Fernandez Zina Garrison        | 5-7, 3-6      |
| 8.               | 1990-11-18 | WTA Championships     | tapijt (i)    | Arantxa Sánchez           | Kathy Jordan Elizabeth Smylie           | 6-7, 4-6      |
| 9.               | 1991-04-14 | WTA Amelia Island     | gravel        | Natallja Zverava          | Arantxa Sánchez Helena Suková           | 6-4, 2-6, 2-6 |
| 10.              | 1991-05-26 | WTA Straatsburg       | gravel        | Manon Bollegraf           | Lori McNeil Stephanie Rehe              | 7-6, 4-6, 4-6 |
| 11.              | 1991-07-14 | WTA Palermo           | gravel        | Laura Garrone             | Petra Langrová Mary Pierce              | 3-6, 7-6, 3-6 |
| 12.              | 1991-07-21 | WTA San Marino        | gravel        | Laura Garrone             | Kerry-Anne Guse Akemi Nishiya           | 0-6, 3-6      |
| 13.              | 1991-11-17 | WTA Indianapolis      | hardcourt (i) | Katrina Adams             | Patty Fendick Gigi Fernández            | 4-6, 2-6      |
| 14.              | 1992-05-24 | WTA Straatsburg       | gravel        | Lori McNeil               | Patty Fendick Andrea Strnadová          | 3-6, 4-6      |
| 15.              | 1992-08-30 | WTA San Diego         | hardcourt     | Conchita Martínez         | Jana Novotná Larisa Neiland             | 1-6, 4-6      |
| 16.              | 1993-05-02 | WTA Tarente           | gravel        | Petra Langrová            | Debbie Graham Brenda Schultz            | 0-6, 4-6      |
| 17.              | 1993-08-01 | WTA Stratton Mountain | hardcourt     | Manuela Maleeva-Fragnière | Elizabeth Smylie Helena Suková          | 1-6, 2-6      |
| 18.              | 1997-07-20 | WTA Palermo           | gravel        | Florencia Labat           | Silvia Farina Barbara Schett            | 6-2, 1-6, 4-6 |

### WTA-finaleplaatsen gemengd dubbelspel
| nr.              | finale     | toernooi | ondergrond | partner      | tegenstanders              | score         |         |
| ---------------- | ---------- | -------- | ---------- | ------------ | -------------------------- | ------------- | ------- |
| gewonnen finales |            |          |            |              |                            |               |         |
| geen             |            |          |            |              |                            |               |         |
| verloren finales |            |          |            |              |                            |               |         |
| 1.               | 1997-09-07 | US Open  | hardcourt  | Pablo Albano | Manon Bollegraf Rick Leach | 6-3, 5-7, 6-7 | details |

### Gewonnen ITF-toernooien enkelspel
1. 1985  Curitiba
2. 1985  Buenos Aires

### Gewonnen ITF-toernooien dubbelspel
1. 1984  Amiens
2. 1993  Villa María
3. 1994  Los Polvorines
4. 1996  Bogota
5. 1996  Newport Beach, CA[3]
6. 1997  Istanboel
7. 1997  Buenos Aires
8. 1997  São Paulo[4]
9. 1998  Tucumán

## Resultaten grandslamtoernooien
| Legenda | Legenda                          |
| ------- | -------------------------------- |
| g.t.    | geen toernooi gehouden           |
| l.c.    | lagere categorie                 |
| –       | niet deelgenomen                 |
| G       | uitgeschakeld in de groepsfase   |
| 1R      | uitgeschakeld in de eerste ronde |
| 2R      | uitgeschakeld in de tweede ronde |
| 3R      | uitgeschakeld in de derde ronde  |
| 4R      | uitgeschakeld in de vierde ronde |
| KF      | uitgeschakeld in de kwartfinale  |
| HF      | uitgeschakeld in de halve finale |
| F       | de finale verloren               |
| W       | het toernooi gewonnen            |
| w-v     | winst/verlies-balans             |

### Enkelspel
| toernooi        | 1985 | 1986 | 1987 | 1988 | 1989 | 1990 | 1991 | 1992 | 1993 | 1994 | 1995 | 1996 | w-v  |
| --------------- | ---- | ---- | ---- | ---- | ---- | ---- | ---- | ---- | ---- | ---- | ---- | ---- | ---- |
| Australian Open | –    | g.t. | –    | –    | –    | –    | 1R   | 1R   | –    | –    | 1R   | –    | 0-3  |
| Roland Garros   | 1R   | 4R   | 1R   | 3R   | 1R   | 4R   | 1R   | 1R   | 1R   | –    | 1R   | –    | 8-10 |
| Wimbledon       | 1R   | 1R   | 1R   | –    | 1R   | 1R   | 1R   | –    | –    | 2R   | –    | 2R   | 2-8  |
| US Open         | 2R   | 1R   | 2R   | 2R   | 1R   | 1R   | 1R   | 1R   | –    | –    | –    | –    | 3-8  |

### Vrouwendubbelspel
| toernooi        | 1985 | 1986 | 1987 | 1988 | 1989 | 1990 | 1991 | 1992 | 1993 | 1994 | 1995 | 1996 | 1997 | 1998 | w-v   |
| --------------- | ---- | ---- | ---- | ---- | ---- | ---- | ---- | ---- | ---- | ---- | ---- | ---- | ---- | ---- | ----- |
| Australian Open | –    | g.t. | –    | –    | –    | –    | 3R   | 3R   | –    | 1R   | 1R   | 1R   | 2R   | 2R   | 6-7   |
| Roland Garros   | 1R   | 3R   | KF   | 2R   | 1R   | KF   | HF   | 1R   | 1R   | 2R   | 1R   | KF   | 3R   | 2R   | 20-14 |
| Wimbledon       | 2R   | 1R   | 1R   | –    | 1R   | KF   | 3R   | –    | 3R   | 1R   | 2R   | 2R   | 1R   | 1R   | 10-12 |
| US Open         | 1R   | 1R   | 2R   | 1R   | 2R   | 3R   | HF   | 3R   | 1R   | 1R   | 1R   | 1R   | 2R   | 2R   | 12-14 |

### Gemengd dubbelspel
| toernooi        | 1985 | 1986 | 1987 | 1988 | 1989 | 1990 | 1991 | 1992 | 1993 | 1994 | 1995 | 1996 | 1997 | 1998 | w-v   |
| --------------- | ---- | ---- | ---- | ---- | ---- | ---- | ---- | ---- | ---- | ---- | ---- | ---- | ---- | ---- | ----- |
| Australian Open | g.t. | g.t. | –    | –    | –    | –    | KF   | 1R   | –    | –    | –    | 1R   | –    | 1R   | 2-4   |
| Roland Garros   | 1R   | 2R   | 1R   | KF   | 1R   | 3R   | 1R   | 3R   | –    | 1R   | –    | –    | 3R   | 3R   | 10-11 |
| Wimbledon       | –    | –    | –    | –    | –    | –    | –    | –    | 1R   | 2R   | 3R   | 1R   | 2R   | 2R   | 5-6   |
| US Open         | –    | –    | 2R   | KF   | –    | –    | 2R   | 1R   | 1R   | 1R   | –    | –    | F    | –    | 7-7   |